# واردا (مجارستان)
واردا (به مجاری:  Várda) یک منطقهٔ مسکونی در مجارستان است که در ناحیه کاپوشوار واقع شده‌است. واردا ۱۰٫۳۶ کیلومتر مربع مساحت و ۴۵۹ نفر جمعیت دارد.